# Pfarrkirche Zell an der Pram

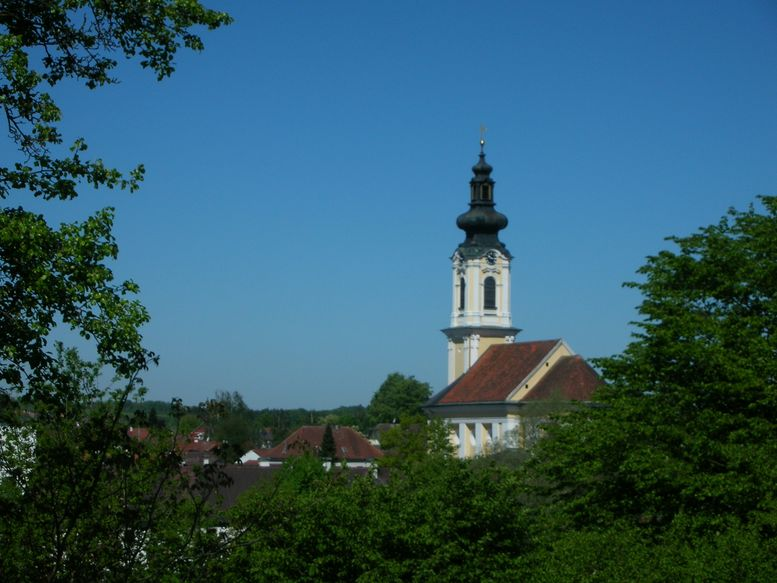
Kath. Pfarrkirche Mariä Himmelfahrt in Zell an der Pram

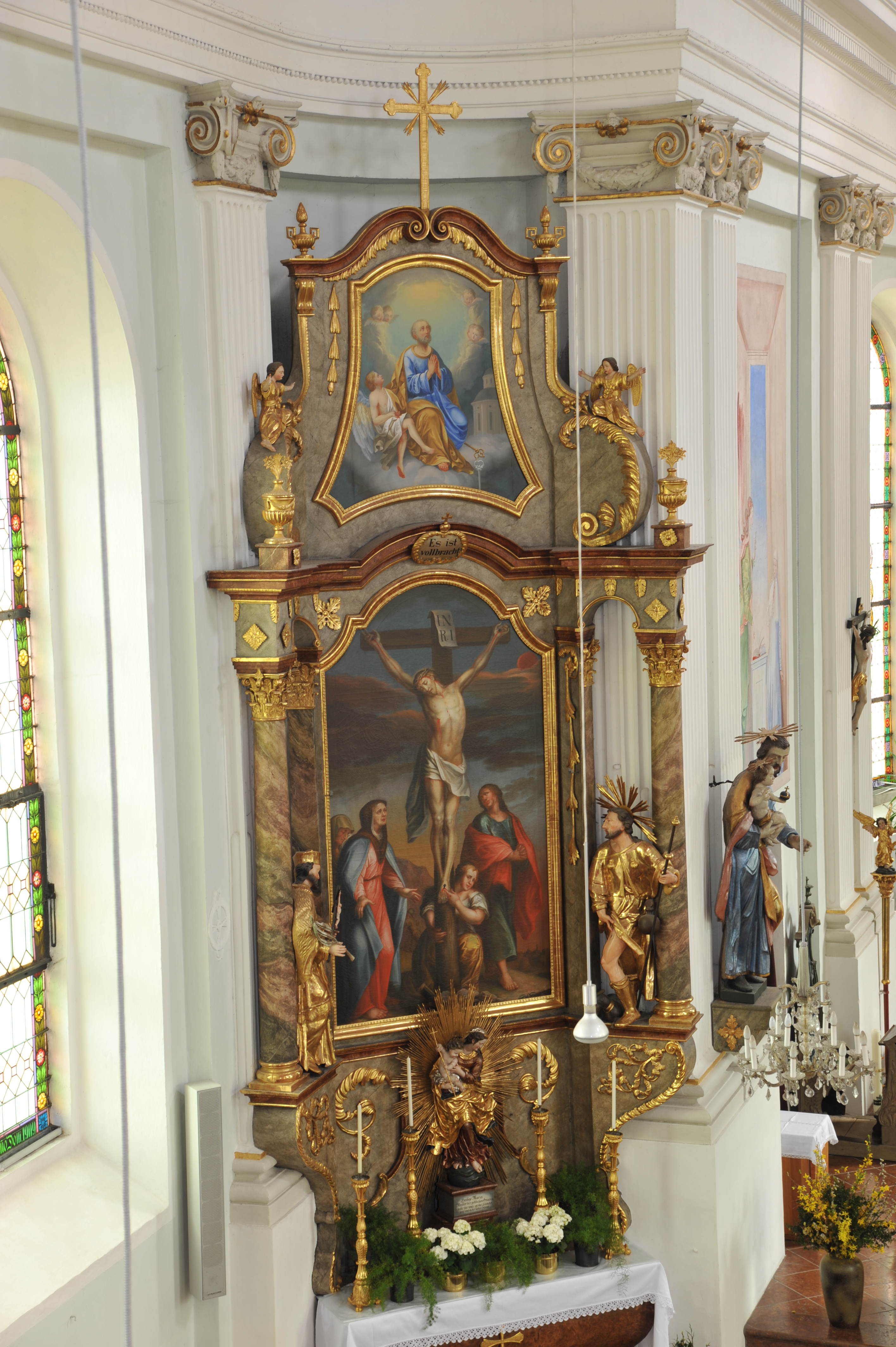
Seitenaltar

Die römisch-katholische Pfarrkirche Zell an der Pram steht im Ort Zell an der Pram in der Gemeinde Zell an der Pram im Bezirk Schärding in Oberösterreich. Die auf Mariä Himmelfahrt geweihte Kirche gehört zum Dekanat Andorf in der Diözese Linz. Die Kirche steht unter Denkmalschutz (Listeneintrag).

## Geschichte
Urkundlich wurde 955 eine Kirche genannt. Von 1771 bis 1777 wurde nach den Plänen und unter der Leitung des Baumeisters François de Cuvilliés der Jüngere mit dem Schärdinger Maurermeister Blasius Aichinger die Kirche neu erbaut. Nach einem Brand (1782) wurde die Kirche wiederhergestellt. Der Turm erhielt 1908 einen Zwiebelhelm mit Laterne.

## Architektur
An das einschiffige dreijochige Langhaus mit bemerkenswerter Raumwirkung schließt ein eingezogener Chor mit Halbkreisschluss an.

## Ausstattung
Die Einrichtung entstand nach dem Brand (1782), die Seitenaltäre konnten allerdings gerettet werden. Das Gehäuse der Orgel stammt von Josef Gast aus 1795.